# Куманич
Куманич (грч. Δασωτό, Даосото) је насељено место у општини Зрново у периферији Источна Македонија и Тракија, Грчка. Према попису из 2021. године било је 132 становника.
Према бугарском географу и историчару, Василу Канчову, у Куманичу је 1900. године живело 750 Словена хришћана. Током Првог светског рата село је настрадало и део мештана је избегао у Бугарску, тако је после рата остало 466 житеља. Избегло становништво је насељено у околини Гоце Делчева и Пазарџика. Године 1924. велики део преосталих Словена је принудно исељен у Бугарску (479 особа) а на њихово место су насељене 102 грчке избегличке породице, укупно 384 особа. На попису из 1928. године Куманич је имао 505 становника, од чега је 120 Словена а остали Грци.